# Sceloenopla sinuaticollis
Sceloenopla sinuaticollis es una especie de insecto coleóptero de la familia Chrysomelidae. Fue descrita científicamente en 1932 por Maurice Pic.